# Lake Arthur (Luisiana)
Lake Arthur es un pueblo ubicado en la parroquia de Jefferson Davis en el estado estadounidense de Luisiana. En el Censo de 2010 tenía una población de 2738 habitantes y una densidad poblacional de 435,22 personas por km².

## Geografía
Lake Arthur se encuentra ubicado en las coordenadas 30°4′49″N 92°40′39″O / 30.08028, -92.67750. Según la Oficina del Censo de los Estados Unidos, Lake Arthur tiene una superficie total de 6.29 km², de la cual 4.8 km² corresponden a tierra firme y (23.67%) 1.49 km² es agua.

## Demografía
Según el censo de 2010, había 2738 personas residiendo en Lake Arthur. La densidad de población era de 435,22 hab./km². De los 2738 habitantes, Lake Arthur estaba compuesto por el 85.57% blancos, el 11.94% eran afroamericanos, el 0.22% eran amerindios, el 0.18% eran asiáticos, el 0% eran isleños del Pacífico, el 0.37% eran de otras razas y el 1.72% pertenecían a dos o más razas. Del total de la población el 1.83% eran hispanos o latinos de cualquier raza.